# La casa de Nazaret (Zurbarán)
La casa de Nazaret es un tema del cual existen al menos doce versiones relacionables con Francisco de Zurbarán y/o su taller. Odile Delenda, historiadora del arte especializada en este pintor, solamente admite tres cuadros como autógrafos del maestro en su catálogo razonado y crítico.

## Introducción
Las referencias a la infancia de Cristo en los evangelios canónicos se limitan a Mt 2 y a Lc 2. En los siglos XVI y XVII existen notables pinturas de Jesús niño o muy joven, junto con José. Sin embargo, era muy raro representarlo individualmente —como en el Niño de la espina— o bien con María, y es mérito de Zurbarán haber popularizado ambos temas. Según Francisco López Estrada, el pintor se inspiró en la Vita Christi escrita por Ludolfo de Sajonia, cuya traducción por Ambrosio Montesino fue publicada en Sevilla en 1537.

## Tema de las obras
La escena muestra una escena hogareña, donde Jesús ya mayorcito está junto a la Virgen, quien ha interrumpido su labor de costura y se encuentra ensimismada en sus pensamientos. Jesús, ocupado en hacer una pequeña corona de espinas, se ha pinchado en el dedo. Las figuras carecen de nimbo, y la única alusión a su santidad es un discreto rompimiento de gloria con algunas cabezas de querubines. El asunto de la escena es la Redención, simbolizada en muchos detalles: la corona de espinas y el dedo herido anticipan la Pasión, los paños blancos son símbolo de pureza, las palomas aluden a la Presentación de Jesús en el Templo y el lebrillo con agua a su Bautismo. Sobre la mesa, un hermoso bodegón; los libros sugieren las profecías veterotestamentarias y las peras simbolizan el amor de Cristo por la humanidad. El jarrón, con lirios y rosas, alude a la virginidad y a la maternidad divina de María.

## Versión de Cleveland

#### Datos técnicos y registrales
- Museo de Arte de Cleveland (Inv. n° 60.117);
- Pintura al óleo sobre lienzo;
- Dimensiones: 165 x 218 cm, según Delenda (165 x 218,2 cm según el Museo);[7]
- Datación: ca.1644-1645;
- Catalogado por Odile Delenda con el número 190, y por Tiziana Frati con el 65.[8]

### Análisis de la obra
Este lienzo tiene una composición bifocal, cuya sencillez e intimidad huye de la aparatosidad de ciertas obras del barroco. Las figuras están nítidamente representadas, y tanto la calidad matérica de los objetos como su individualización, denotan la maestría de los bodegones de Zurbarán. Jesús viste una larga túnica azul grisáceo, y la Virgen un bello y colorido vestido rojo. Su postura y su rostro parecen remitir a la cita evangélica: «guardaba todos los recuerdos en su corazón». El modelado de los rostros está perfectamente conseguido, así como la contrastada iluminación, que acentúa los relieves, sin el acentuado tenebrismo de las obras juveniles. Con ello, Zurbarán dota a la escena de una penumbra misteriosa, que acentúa el profundo silencio que envuelve a los personajes.

### Procedencia
1. Madrid, colección Pablo Recio y Tello, antes de 1815 (?);
2. Madrid, colección marqués de Astorga, conde de Altamira (?);
3. París, venta Walterstorff, 26-27 de marzo de 1821, n° 65 (?);
4. París, François Heim;
5. Comprado por el Museo de Cleveland en 1960.[11]

## Versión de una colección privada

#### Datos técnicos y registrales
- Madrid, Fondo Cultural Villar Mir;[12]
- Pintura al óleo sobre lienzo;
- Dimensiones: 151,2 x 204,8 cm —160 x 206 cm según Jeannine Baticle—;[13]
- Datación: ca.1644-1645;
- Restaurado en 1988 por J. Rodríguez Rivero;
- Catalogado por Odile Delenda con el número 191.

### Análisis de la obra
Este lienzo es algo más pequeño que el anterior, y sus veladuras parecen mejor conservadas. Mientras que en la variante anterior la túnica del joven Jesús es de color gris, aquí es de un simbólico tono malva, el color litúrgico de la penitencia. El plegado de las vestimentas es también diferente, y el cacharro de barro rojo con dos asas —a los pies de Jesús— tiene aquí una forma bilobulada.

### Procedencia
1. Sevilla, Galería de D. José Larrazabal, 1844 (?);
2. Nueva York, colección George A. Hearn;
3. Nueva York, American Art Association, venta Hearn, 25 de febrero-1 de marzo de 1918, n° 352;
4. Boston, colección Arthur Wellington, sus herederos;
5. Depositado en la Addison Gallery de Andover, 1967-1973;
6. Depositado en el Museo de Bellas Artes de Boston, 1973-1988;
7. Depositado en el Fogg Art Museum, enero de 1991-enero de 1992;
8. EE. UU., colección privada; Londres, venta Christie’s, 29 de mayo de 1992, n° 316 (no vendido);
9. Depositado en New Haven, Yale Gallery of Art, 1998-2006;
10. Nueva York, venta Sotheby's, 20 de enero de 2007, n° 57 (3 512 000 $);
11. Madrid, Fondo Cultural Villar Mir.[15]

## Versión de una colección privada

#### Datos técnicos y registrales
- Madrid, colección Colomer;
- Pintura al óleo sobre lienzo;
- Dimensiones: 200 x 208 cm;
- Datación: 1644;
- Trazas de firma y de fecha: f d..ur baran fecit/1644;
- Restaurado hacia 1970, y en 1997 por Norberto Rodero Ramírez;
- Catalogado por Odile Delenda con el número 192.[16]

### Análisis de la obra
Este cuadro sufrió cuchilladas y agujeros de balas de la soldadesca durante la guerra civil española, mientras estuvo en el Monasterio de las Descalzas Reales (Madrid). Ha recuperado mucho de su belleza, gracias sobre todo a la segunda restauración, que descubrió la firma y la fecha de la obra. Esta versión —de formato casi cuadrado— es parecida a la anterior, tanto en la forma de la vasija con agua como en el color de la túnica de Jesús. La composición forma un equilibrado juego de diagonales y triángulos. La Virgen, la cesta de labor y las palomas, forman una pirámide perfecta.

### Procedencia
1. Monasterio de las Descalzas Reales, regalado por la reina Bárbara de Braganza a mediados del siglo XVIII;
2. Vendido después de 1936 en Córdoba;
3. Madrid, colección Manuel Ordaz;
4. Madrid, colección Concha Barrios, 1982-1993;
5. EE. UU., colección privada;
6. Madrid, venta Sala Retiro, diciembre de 1995, n° 14 (50 000 000 pesetas);
7. Madrid, colección Colomer.[18]